# Huahine
Huahine egy 75 km²-es sziget a Szél felőli szigetcsoportban, amely a Társaság-szigetekhez tartozik Francia Polinéziában. Huahine nevét a hua (női/férfi nem) és a hine (woman) szavakból kapta. Ez a szóösszetétel áldott állapotban lévő nőre utal. Vannak, akik szerint a Tavaiura-hegy úgy néz ki, mint egy fekvő női arc kerek hassal. Korábban a szigetet hívták Matairea-nak is, amely azt jelenti, hogy "vidám szellő". Cook kapitány a szigetnek a "hermosa" nevet adta, amely azt jelenti, hogy "beautiful".
Huahine két szigetből áll valójában: Huahine Nui (Nagy Huahine)és Huahine Iti (kis Huahine). 
A sziget lakossága 6000 fő.

## Földrajz

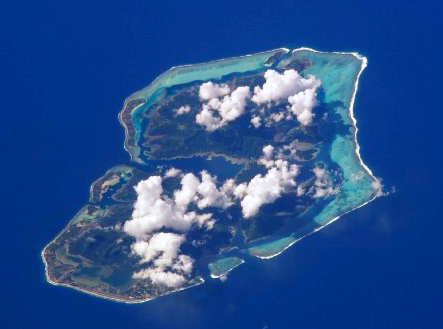
NASA fotó a Huahine szigetről, északi irányból.

Huahine zászlaja.

Huahine 16 km hosszú, legnagyobb szélessége  13 km. Két fő szigetből áll (Huahine Nui (Nagy Huahine) északon és Huahine Iti (Kis Huahine) délen), amelyeket körbevesz egy korál zátony és néhány apró sziget (motu).  A két szigetet pár száz méternyi víz választja el, ám összeköti őket egy turzás apály idején. Egy kis hidat is építettek, ami összeköti Huahine Nuit és Huahine Itit. 
Huahine Iti északnyugatra fekszik egy 375 hektáros félsós-vizű tó, a Fauna Nui-tó (Lac Maeva). Az ősi atoll lagúnából mára csupán ez a tó maradt. A légi közlekedés a Huahine repülőtérről lehetséges, Huahine Nui északi partján van.

## Turizmus
Huahine egyik látványossága egy híd, amely egy patak fölött ível át, amelyben 1,8m hosszú angolnák úszkálnak. A helyiek ezekre az angolnákra szentként tekintenek a helyi mitológia miatt. A csúszós teremtmények megcsodálása közben a turisták vásárolhatnak makrélákat, amikkel megetethetik az angolnákat. A sziget északi részén található Faahia régészeti helyszínen kihalt madarak kövületeire bukkantak. Ezeket a madarakat a korai polinéziai gyarmatosítók irtották ki a szigeten. Számtalan marae (áldozati helyszín) található a szigeten a Mouatapu-hegy és a Fauna Nui lagúna közelében.
Megtekinthető Huahine kézműves ipara, vannak halparkok, autentikus halászfalvak és a virágok szerelmesei egzotikus növényeket láthatnak különböző látványos kertekben.

## Kenuverseny
Innen indul minden év októberében a Hawaiki Nui Va’a kenuverseny, amely a Dél-Csendes-óceán legnagyobb ilyen jellegű versenye. Az 1992 óta megrendezésre kerülő, több mint 100 kenu csapatot felvonultató verseny összeköti Huahine, Raiatea, Tahaa és Bora Bora szigeteket. A három etapos verseny során a versenyzők összesen 130 km-t kenuznak a Társaság-szigetek Szél felőli szigetcsoport szigetei között.
A csónak kivetővel ellátott kenu, amelynek a tahiti elnevezése. Új-Zélandon a Waka Ama, Hawaii szigetén a Wa'a elnevezést kapta a kanu. A dél-csendes-óceáni területek egészén a helyi emberek mindenhol kifejlesztették ezt az alapvető közlekedési eszközt fatörzsek kibelezésével. Polinéziában a kenukészítést mesteri szintre fejlesztették, ezért vonzza ide a versenyzőket ma már a világ minden tájáról.